# IV. třída okresu Rychnov nad Kněžnou 2003/2004
V utkáních IV. třídy okresu Rychnov nad Kněžnou 2003/2004, jedné ze skupin 10. nejvyšší fotbalové soutěže v Česku, se utkalo 10 týmů dvoukolovým systémem podzim – jaro. Tento ročník začal v srpnu 2003 a skončil v červnu 2004.
Postup do III. třídy okresu Rychnov nad Kněžnou 2004/2005 si zajistil vítězný tým TK Čermná nad Orlicí. Nikdo nesestupoval, jedná se o nejnižší soutěž.

## Konečná tabulka IV. třídy okresu Rychnov nad Kněžnou 2003/2004
| Poř. | Tým                                  | Z  | V  | R | P  | VG | OG | B  |
| ---- | ------------------------------------ | -- | -- | - | -- | -- | -- | -- |
| 1.   | TK Čermná nad Orlicí                 | 18 | 14 | 2 | 2  | 53 | 21 | 44 |
| 2.   | AFK Častolovice „B“                  | 18 | 14 | 1 | 3  | 64 | 19 | 43 |
| 3.   | TJ Sokol Křivice                     | 18 | 13 | 3 | 2  | 38 | 18 | 42 |
| 4.   | TJ START Olešnice v Orlických horách | 18 | 10 | 2 | 6  | 51 | 41 | 32 |
| 5.   | FC Domašín „B“                       | 18 | 8  | 4 | 6  | 44 | 32 | 28 |
| 6.   | TJ Skuhrov nad Bělou                 | 18 | 7  | 6 | 5  | 40 | 40 | 27 |
| 7.   | TJ Baník Vamberk „B“                 | 18 | 4  | 2 | 12 | 24 | 41 | 14 |
| 8.   | FO Křovice                           | 18 | 3  | 3 | 12 | 20 | 40 | 12 |
| 9.   | Sokol Kostelecká Lhota „B“           | 18 | 2  | 2 | 14 | 20 | 60 | 8  |
| 10.  | Union Rokytnice v Orlických horách   | 18 | 2  | 1 | 15 | 21 | 63 | 7  |

Poznámky:
- Z = Odehrané zápasy; V = Vítězství; R = Remízy; P = Prohry; VG = Vstřelené góly; OG = Obdržené góly; B = Body; (S) = Mužstvo sestoupivší z vyšší soutěže; (N) = Mužstvo postoupivší z nižší soutěže (nováček)

|  | Postup do III. třídy okresu Rychnov nad Kněžnou 2004/2005 |